# 町野泰司
町野 泰司（まちの たいじ、1992年9月17日 - ）は、ジャパンラグビーリーグワン・ルリーロ福岡に所属するラグビー選手。

## プロフィール
- 熊本県出身[1]。
- ポジションはプロップ(PR)、フッカー(HO)、ロック(LO)。
- 身長 178 cm、体重 102 kg

## 略歴
ラグビーを始めたきっかけは高校の監督に勧誘されたことから。
2011年、荒尾高校卒業後、帝京大学に入る。
2015年、帝京大学卒業後、コカ・コーラレッドスパークスに加入。
2016年1月16日に行われたジャパンラグビートップリーグ順位決定トーナメント第2節のNTTドコモレッドハリケーンズ戦にて途中出場で公式戦初出場を果たす。
2018年、三菱重工相模原ダイナボアーズに加入。
2023年、ルリーロ福岡へ移籍。